# Parlement du Togo
Ire législature de la Ve République
Nouveau siège de l'Assemblée nationale
Le Parlement du Togo est l'institution bicamérale exerçant le pouvoir législatif de la République togolaise. 
Il est composé de l'Assemblée nationale, la chambre basse, et du Sénat, la chambre haute.

## Histoire parlementaire
| Date        | Constitution                                            | Chambre haute       | Chambre basse       |
| ----------- | ------------------------------------------------------- | ------------------- | ------------------- |
| 1960        | Constitution de 1960                                    | Chambre des députés | Chambre des députés |
| 1961-1963   | Constitution de 1961                                    | Assemblée nationale | Assemblée nationale |
| 1963-1980   | Constitution de 1963                                    | Assemblée nationale | Assemblée nationale |
| 1980-1992   | Constitution de 1980                                    | Assemblée nationale | Assemblée nationale |
| 1992-2002   | Constitution de 1992                                    | Assemblée nationale | Assemblée nationale |
| Depuis 2002 | Révision constitutionnelle de 2002 Constitution de 2024 | Assemblée nationale | Sénat               |